# Homewood (Alabama)
Homewood – miasto w Stanach Zjednoczonych, w stanie Alabama, w hrabstwie Jefferson.

## Demografia
W 2010 liczyło 25 167 mieszkańców. W 2023 liczba mieszkańców wzrosła do 27 758 osób, a gęstość zaludnienia do 1291 osób/km².